# Saint-Georges, Pas-de-Calais

Saint-Georges este o comună în departamentul Pas-de-Calais, Franța. În 1 ianuarie 2022 avea o populație de 325 de locuitori.